# (25312) Asiapossenti
(25312) Asiapossenti est un astéroïde de la ceinture principale.

## Description
(25312) Asiapossenti est un astéroïde de la ceinture principale. Il fut découvert le 22 décembre 1998 à Colleverde par Vincenzo Silvano Casulli. Il présente une orbite caractérisée par un demi-grand axe de 3,22 UA, une excentricité de 0,10 et une inclinaison de 13,2° par rapport à l'écliptique.

## Compléments